# Dracula benedictii
Dracula benedictii är en orkidéart som först beskrevs av Heinrich Gustav Reichenbach, och fick sitt nu gällande namn av Carlyle August Luer. Dracula benedictii ingår i släktet Dracula och familjen orkidéer. Inga underarter finns listade i Catalogue of Life.

## Bildgalleri

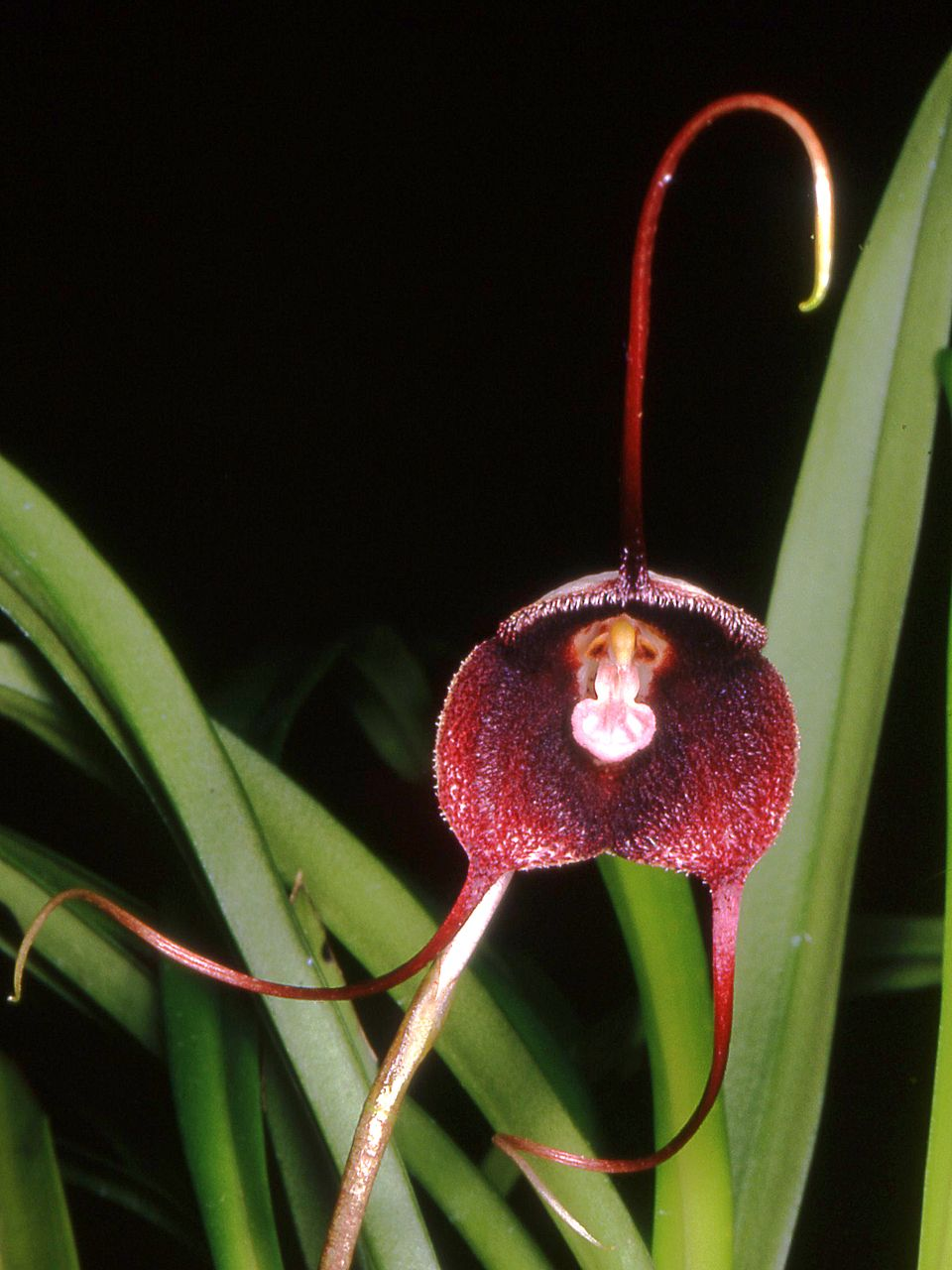
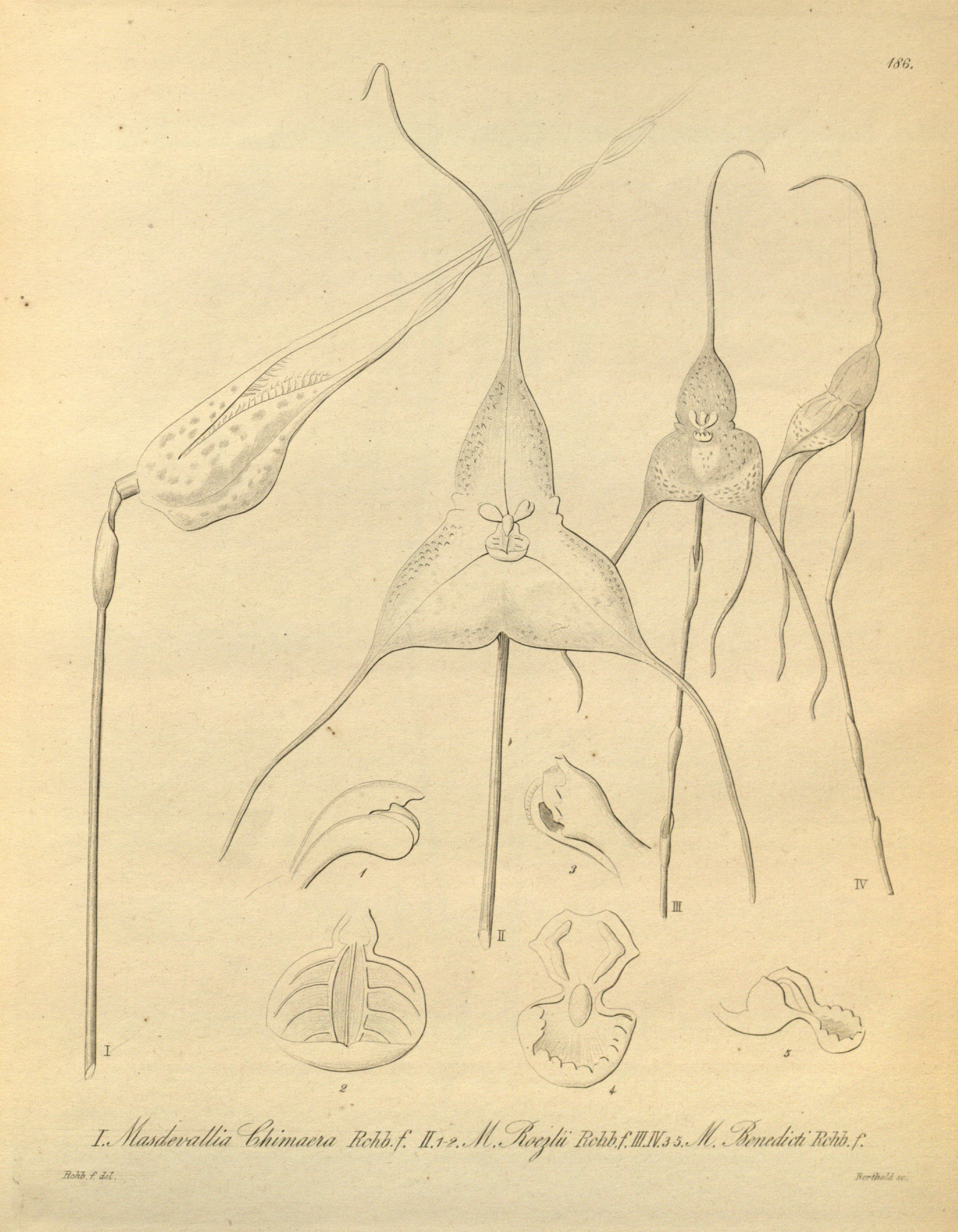
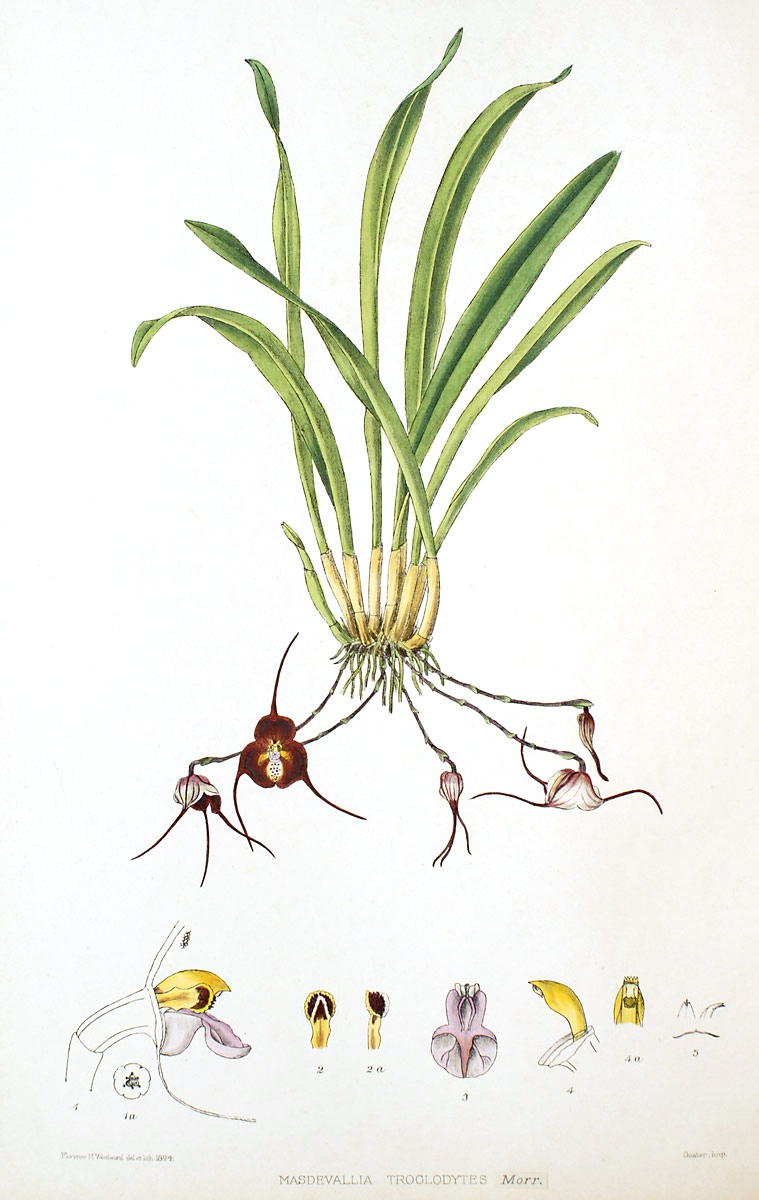